# SM Tb 88 F
SM Tb 88 F – austro-węgierski torpedowiec z okresu I wojny światowej, siódma jednostka typu Tb 82 F. Okręt przetrwał wojnę. We wrześniu 1920 roku przekazano go w ramach reparacji wojennych Portugalii. Po wcieleniu do Marinha Portuguesa otrzymał nazwę Cávado, jednakże 29 grudnia 1921 roku, w czasie holowania do Portugalii okręt wszedł na mieliznę i zatonął między Tunisem a Algierem, w rejonie przylądka Bon (razem z „Zêzere”).
Tb 88 F wyposażony był w dwa kotły parowe typu Yarrow. Współpracowały one z dwoma turbinami parowymi AEG-Curtiss. Okręt uzbrojony był w dwie armaty kalibru 66 mm L/30, pojedynczy karabin maszynowy Schwarzlose oraz dwie podwójne wyrzutnie torped kalibru 450 mm. Od 1917 roku armaty 66 mm mocowano na podstawach umożliwiających prowadzenie ognia do celów powietrznych.